# Хандакутен
Символи з подібним зображенням: ° · ◌̊
Хандакутен (яп. 半濁点), також ханнігорі (яп. 半濁り) або мару (яп. 丸, коло) — діакритичний знак у японській складовій абетці кана, який використовується для заміни глухих приголосних складу х- на п-. Застосовується як у хіраґані, так і в катакані. У текстах, написаних до 1867 року, зазвичай опускався. Зустрічається також додавання його до знака «і» (яп. い) для передачі одиночного приголосного «в» (яп. い゚).

## Приклади
«Хліб» (яп. パン, пан).

## Використання
| катакана |       |
| ハ ха    | パ па |
| ヒ хі    | ピ пі |
| フ фу    | プ пу |
| ヘ хе    | ペ пе |
| ホ хо    | ポ по |

| хіраґана |       |
| は ха    | ぱ па |
| ひ хі    | ぴ пі |
| ふ фу    | ぷ пу |
| へ хе    | ぺ пе |
| ほ хо    | ぽ по |